# Kukmák
Kukmák (Volvariella) je rod hub z čeledi štítovkovitých. Celkem je známo asi 50 druhů, z toho se v Evropě vyskytuje 10 či 11 z nich.

## Popis
Kukmáci jsou většinou malé až střední houby dorůstající do průměrné výšky 70-130 mm. Klobouk bývá bílý nebo stříbrně šedý, u některých druhů je pokryt jemnými šupinkami. Mezi různě hustými, bílými nebo růžovými lupeny se nacházejí i kratší lupénky. Výtrusy mají eliptický tvar, jsou růžové až hnědorůžové. Třeň je u většiny kukmáků bílý s pochvou na bázi.

## Výskyt
Výskytují se většinou saprotrofně na zemi a na zbytcích dřeva.